# Symplocos guianensis
Espèce
Classification APG III (2009)
Synonymes
Selon Tropicos (12 mars 2022) :
- Ciponima guianensis Aubl. - Basionyme

Selon GBIF (12 mars 2022) :
- ? guianense Aubl.
- Ciponima guianensis Aubl. - Basionyme
- Ciponima scabridula Miers
- Eugeniodes guianense (Aubl.) Kuntze
- Eugeniodes guianensis (Aubl.) Kuntze, 1891
- Eugeniodes paraense (Endl. ex Miq.) Kuntze
- Eugeniodes paraensis (Endl. ex Miq.) Kuntze, 1891
- Eugenioides guianense (Aubl.) Kuntze
- Eugenioides paraense Kuntze
- Symplocos aspera Brand
- Symplocos ciponima L'Hér.
- Symplocos guianensis var. paraensis Brand
- Symplocos paraensis Endl.
- Symplocos paraensis Endl. ex Miq.

Symplocos guianensis est une espèce de plantes à fleurs de la famille des Symplocaceae originaire du plateau des Guyanes.

## Description
Symplocos guianensis est un arbrisseau ou un arbuste atteignant 2 m de haut, avec une pubescence apprimée ou séricée, de couleur brun rouille sur les tiges.
Les feuilles mesurent (3)8–11 × (1,5)2–4 cm et sont pétiolées, chartacées, avec des marges entières à indistinctement dentées.
Le limbe est de forme elliptique ou étroitement oblongues aiguës ou brusquement acuminées, à base arrondie, avec une pubescence rousse sur la face inférieure, principalement sur la nervation et le pétiole, devenant plus ou moins glabres.
L'inflorescence est en fascicules axillaires denses de 5–8 fleurs odorantes, courtement pédonculée, de taille longueur égale ou supérieure au pétiole.
Les lobes du calice sont longs de (2)2,5–3 mm, de forme aiguë à acuminée à l'apex, lancéolée ou triangulaire, ciliée par longs poils mous.
La corolle est de couleur blanche, longue de (7)8–9 mm, à lobes de forme obovale ou oblongue, arrondis ou obtus.
L'ovaire poilu contient 3 ou 5 loge, et porte un style à base pubescente.
Le fruit globuleux mesure 6 mm de diamètre,,.

## Répartition
Symplocos guianensis est présent du Venezuela (Amazonas) au Brésil en passant par le Guyana, le Suriname, la Guyane, et la Bolivie.

## Écologie
Symplocos guianensis pousse dans les forêts sempervirentes de plaine, près des cours d'eau et des bords de route, autour de 50–100 m au Venezuela, et dans les lisières forêt/savane en Guyane. Au Brésil, on trouve Symplocos guianensis dans les zones de savanes amazoniennes disjointes , comme dans le bassin moyen du Xingu, dans la campina (petites zones de cerrado entremêlées d'associations forestières), le campo (terme général désignant tous les types de savane et également utilisé pour désigner les savanes herbeuses avec peu ou pas d'arbres ou d'arbustes), la forêt secondaire, et le capoeiro (végétation secondaire associée aux cultures récemment abandonnés et aux zones perturbées).
Il fleurit en Guyane en janvier-décembre.
On a décrit l'habitat naturel de Symplocos guianensis dans les savanes du nord du Suriname, ainsi que son système racinaire.
Symplocos guianensis est une plante ressource pour les Brachyteles spp. du Brésil.

## Protologue
En 1775, le botaniste Aublet propose le protologue suivant : 

« CIPONIMA Guianenſis. (Tabula 226.)
Arbor, trunco ſeptem-pedali ; rami plures ; ramusculi alterni, villoſi, coloris roſacei. Folia alterna, petiolata, ovara, oblonga, integerrima, acuminata, glabra. Flores corymboſi axillares, ſubſeſſiles. Squama calicinæ villoſæ, villo roſaceo. Calix villoſus. Corolla alba, lobis ad oras luteis. Bacca nigra, carnoſa.
Florebat Septembri.
Habitat variis locis Guianæ nemoroſis & deſertis.

LA CIPONE de la Guiane. (Plance 226.)
Cet arbre eſt de moyenne grandeur. Son tronc s'élève a environ fept pieds, ſur ſept pouces de diamètre. Son écorce eſt griſe. Son bois eſt blanc, aſſez compacte. Les branches, qui ſortent du ſommet du tronc, ſe partagent en pluſieurs rameaux alternes : les uns ſont droits, les autres preſque horiſontaux. Les rameaux ſont garnis & feuilles alternes, liſſes, vertes, ovales, terminées par une longue pointe. Elles ſont représentées de grandeur naturelle. Les extrémités des rameaux, & les jeunes feuilles, ſont couvertes d'un poil couleur de chair.
Les fleurs viennent aux aiſſelles des feuilles par petits bouquets garnis à leur baſe de quatre ou cinq petites écailles bordées de poil couleur de roſe. Le pédoncule & chaque fleur eſt très court & garni de ſemblables écailles.
Le calice eſt d'une fenle pièce ; il eſt vert, velu, évaſé, en forme de coupe, dont le bord eſt diviſé en cinq petites parties aiguës.
La corolle eſt d'une ſeule pièce ; ſa partie inférieure forme un tube renflé à ſa baſe, enſuite ſe rétrécit, puis s'évaſe & ſe partage en cinq lobes égaux, blancs, concaves, & jaunes à leur bord ſupérieur. Cette corolle eſt attachée au fond du calice, autour de l'ovaire.
Les étamines ſont au nombre de trente & plus, diſpoſées ſur deux rangs. Elles ſont attachées a un feuillet place ſur la paroi interne du tube au deſſous de ſon orifice. Les filets des étamines du rang fupérieur ſont plus longs que ceux du rang inférieur. Ils portent chacun une anthère ridée, jaune & à deux bourſes.
Le piſtil eſt un ovaire ſurmonté d'un style blanc, velu, terminé par un stigmate chamu, rond & vert.
L'ovaire devient une petite baie noire, ovoïde. Son écorce eſt charnue, & renferme un noyau ligneux, compacte, à quatre loges ; dans chacune deſquelles il y a une amande oblongue, ſtriée.
La baie & la coque ſont de grandeur naturelle. Les parties de la fleur ſont groffies. Le fruit eſt repréſenté de groſſeur naturelle, cet arbre étoit en fleur & en fruit dans le mois de Septembre.
II croît en différents lieux de la Guiane. »

— Fusée-Aublet, 1775.